# Library and Archives Canada
La Library and Archives Canada (LAC) (inglese),  Bibliothèque et Archives Canada (BAC) (francese) è un'istituzione federale canadese che acquista, preserva e produce documenti in via accessibile del patrimonio locale.
È stata fondata nel 2004 a Ottawa dalla fusione della Biblioteca nazionale del Canada con gli Archivi nazionali del Canada.

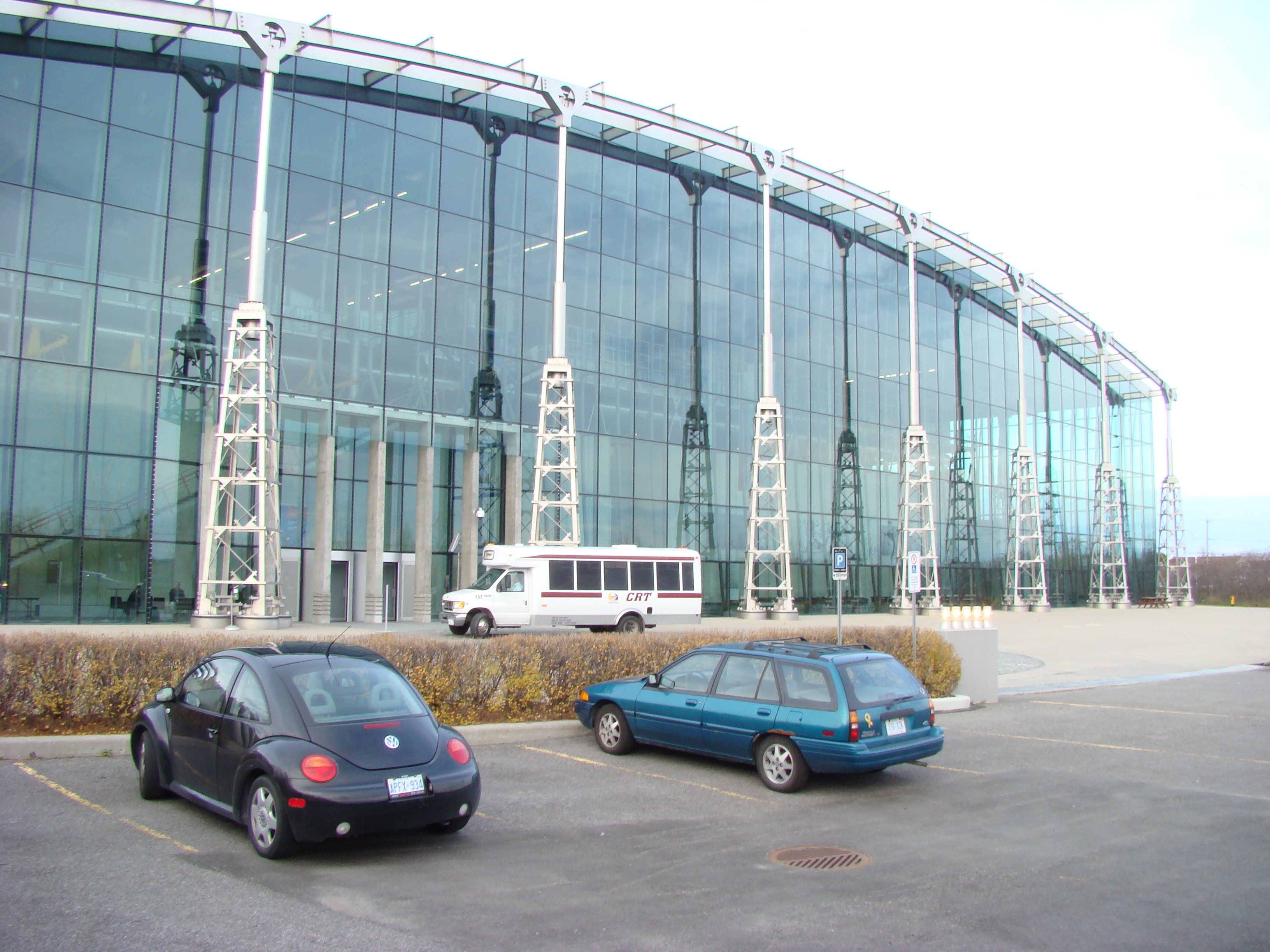
Centro di conservazione di Gatineau.